# 3. Armee (Deutsches Kaiserreich)

Flagge des Stabes eines Armeeoberkommandos (1871–1918)

Als 3. Armee / Armeeoberkommando 3 (A.O.K. 3) wurden ein Großverband und die dazugehörige Kommandobehörde des deutschen Heeres während des Ersten Weltkriegs (1914–1918) bezeichnet. Sie umfasste mehrere Armee- oder Reservekorps sowie zahlreiche Spezialtruppen. Die Truppen der Armee bestanden bei Kriegsbeginn überwiegend aus Kontingenten der Sächsischen Armee.

## Geschichte
Als am 2. August 1914 im Deutschen Kaiserreich die Mobilmachung erfolgte wurden aus den acht vorhandenen Armee-Inspektionen acht Armeen gebildet. Aus der II. Armee-Inspektion entstand in Dresden die 3. Armee, die sich im Raum Malmedy versammelte. Oberbefehlshaber des Armeeoberkommandos 3 wurde Generaloberst Max von Hausen; Generalstabschef wurde Generalmajor Ernst von Hoeppner. Die Armee umfasste im August 1914 folgende Großverbände:
- XI. Armee-Korps
- XII. (I. Königlich Sächsisches) Armee-Korps
- XIX. (II. Königlich Sächsisches) Armee-Korps
- XII. (Königlich Sächsisches) Reserve-Korps

Die 3. Armee bildete zusammen mit der 1., 2., 4. und 5. Armee den rechten Flügel des deutschen Westheeres, der gemäß dem Schlieffen-Plan zum umfassenden Angriff gegen die Masse des französischen Heeres vorgehen sollte. Am 18. August 1914 begann die Armee im Zuge des allgemeinen deutschen Vormarsches den Angriff durch Belgien. Unter schweren Kämpfen überschritt die 3. Armee am 23. August die Maas nahe Dinant und erreichte am 1. September Rethel. Die Armee stieß weiter auf Châlons vor und nahm dabei Reims ein. Anschließend nahm der Verband im Raum zwischen Fère-Champenoise und  Vitry-le-François an der Marneschlacht teil.
Nach dem allgemeinen Rückzug der deutschen Armeen an die Aisne stand die 3. Armee in der Champagne, wo die Front im Stellungskrieg erstarrte. Ihr Oberbefehlshaber Generaloberst von Hausen war, wie fast der gesamte Armeestab, schon während der Marneschlacht an Ruhr erkrankt. Am 12. September 1914 wurde er deshalb von seinem Kommando entbunden und durch General der Kavallerie Karl von Einem ersetzt. Dieser hatte diesen Posten bis zur Auflösung der Armee inne. Die 3. Armee stand in den Folgejahren zumeist in der Abwehr starker französischer Gegenoffensiven. So zum Beispiel im Frühjahr und im September 1915 in der Winterschlacht und der Herbstschlacht in der Champagne. Im April/Mai 1917 während der Schlacht an der Aisne, im Juli/August 1918 in der Schlacht an der Marne und von Oktober 1918 bis zum Kriegsende in der Meuse-Argonne-Offensive. Das Hauptquartier des Armeeoberkommandos befand sich zunächst in Bétheniville (12. September 1914 bis 2. Dezember 1915), danach in Vouziers (3. Dezember 1915 bis 15. Januar 1917) und schließlich in Maison Rouge (16. Januar 1917 bis 12. Oktober 1918). Der Rückmarsch führte das Armeeoberkommando am 30. November 1918 nach Wetzlar.
Die wöchentliche Feldzeitung der 3. Armee, Der Champagne-Kamerad, erschien ab dem zweiten Kriegsjahr vom 18. Dezember 1915 an (Nr. 1) bis zum 20. Oktober 1918 (Nr. 149), teilweise mit mehreren Beilagen. Druck und Vertrieb erfolgten anfangs durch die Armeedruckerei bei der Etappenkommandantur in Charleville. Ab Februar 1916 konnte die Soldatenzeitung auch „in der Heimat durch alle Postanstalten und Buchhandlungen“ bezogen werden.

## Rezeption
Die Teilnahme der 3. Armee an der ersten Marneschlacht nimmt eine zentrale Rolle im Tatsachenroman Entscheidung im September von Wolfgang Paul ein. Die Ereignisse im September 1914 werden vor allem aus Sicht des Oberbefehlshabers von Hausen und eines sächsischen Wachtmeisters des 1. Husaren-Regiments „König Albert“ Nr. 18 geschildert. Die 3. Armee wird hier auch als „Sachsenarmee“ bezeichnet.